# Patersstraat (Rekem)

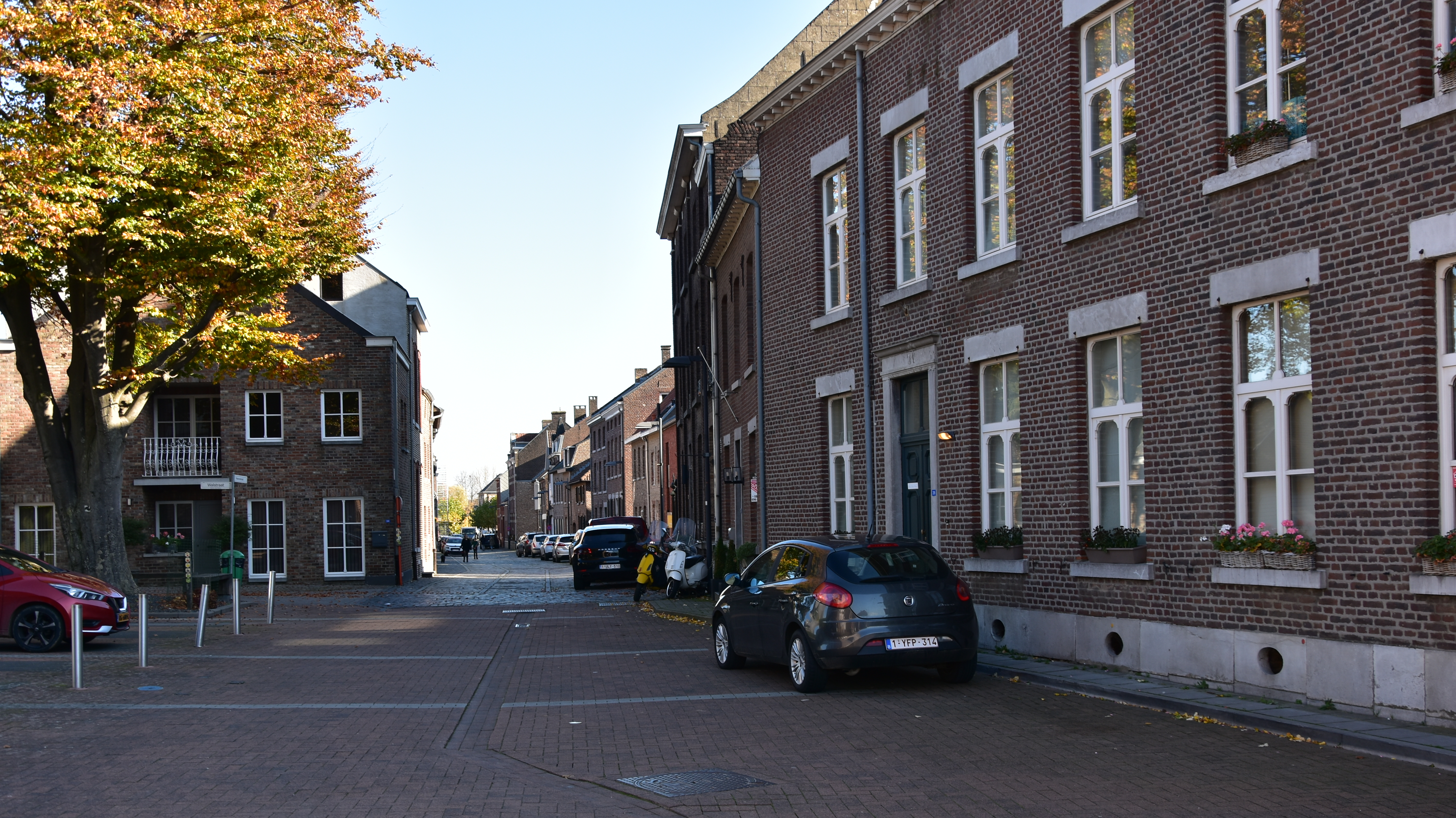
Patersstraat in Rekem

De Patersstraat is een straat in Oud-Rekem (gemeente Lanaken) in de Belgische provincie Limburg.
Samen met de Herenstraat en de Kanaalstraat vormde de Patersstraat de oostwestas van Oud-Rekem. De straat was in het oosten afgesloten door de verdwenen Middelpoort en in het westen door de eveneens verdwenen Bovenste Poort, die daarvoor ook bekendstond onder, achtereenvolgens, de namen: St.-Gobertuspoort, Bospoort, Maastrichterpoort, Rappepoort en Paterspoort. Deze vormde een onderdeel van de tweede versterking van het Kasteel d'Aspremont-Lynden en werd in 1625 gebouwd in opdracht van graaf Ernest d'Aspremont-Lynden ter hoogte van de huidige Walstraat.
De monumentale bebouwing bestaat uit voornamelijk burgerwoningen en stadshoeves uit de 17e, 18e en 19e eeuw.
Groenplaats · Herenstraat · Engelenstraat · Isabellastraat · Kanaalstraat · Nieuwe Walstraat · Onder de Linden · Oude God · Patersstraat · Schijfstraat · Walstraat